# Ni Yuanlu

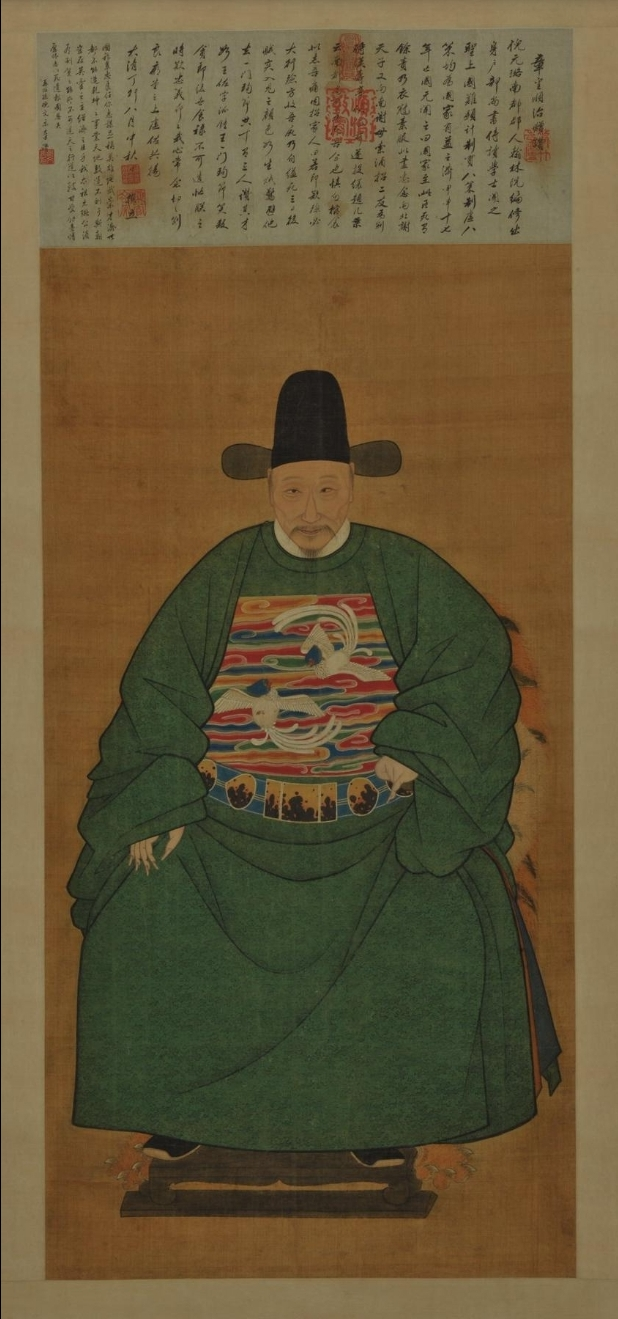
17e-eeuws portret van Ni Yuanlu, collectie Anhui-museum in China

Ni Yuanlu (Chinees: 倪元璐; ca. 1593-1644) was een Chinees kunstschilder, kalligraaf en hoge ambtenaar tijdens de Ming-periode. Zijn omgangsnaam was Yuru (玉汝) en zijn artistieke naam Hongbao (鸿宝).
Ni Yuanlu was in of rond 1593 geboren in Shangyu in de provincie Zhejiang. Hij behaalde in 1621 de hoogste graad, de jinshi (進士), in het Chinees examenstelsel en volgde een opleiding aan de Hanlin-academie. Toen de Ming-dynastie in 1644 ten val kwam, pleegde Ni zelfmoord door zich op te hangen.
- International Standard Name Identifier: 0000 0000 8453 0375
- Library of Congress Control Number: n87931597
- Bibliotheek van het Japanse parlement: 00318246
- Nederlandse Thesaurus van Auteursnamen: 189677929
- LIBRIS: 301223
- Trove: 1366750
- Virtual International Authority File: 68001229
- WorldCat: E39PBJtWYTGfKqV3VFtx3dKWXd